# Australomimetus djuka
Australomimetus djuka là một loài nhện trong họ Mimetidae.
Loài này thuộc chi Australomimetus. Australomimetus djuka được miêu tả năm 2009 bởi Harms & Harvey.